# Galeazzo Gualdo Priorato
Galeazzo Gualdo Priorato (Vicenza, 23 luglio 1606 – Vicenza, 1678) è stato un militare, storico e scrittore italiano del XVII secolo.

## Biografia

Galeazzo Gualdo Priorato: Il guerriero prudente, Venezia 1640

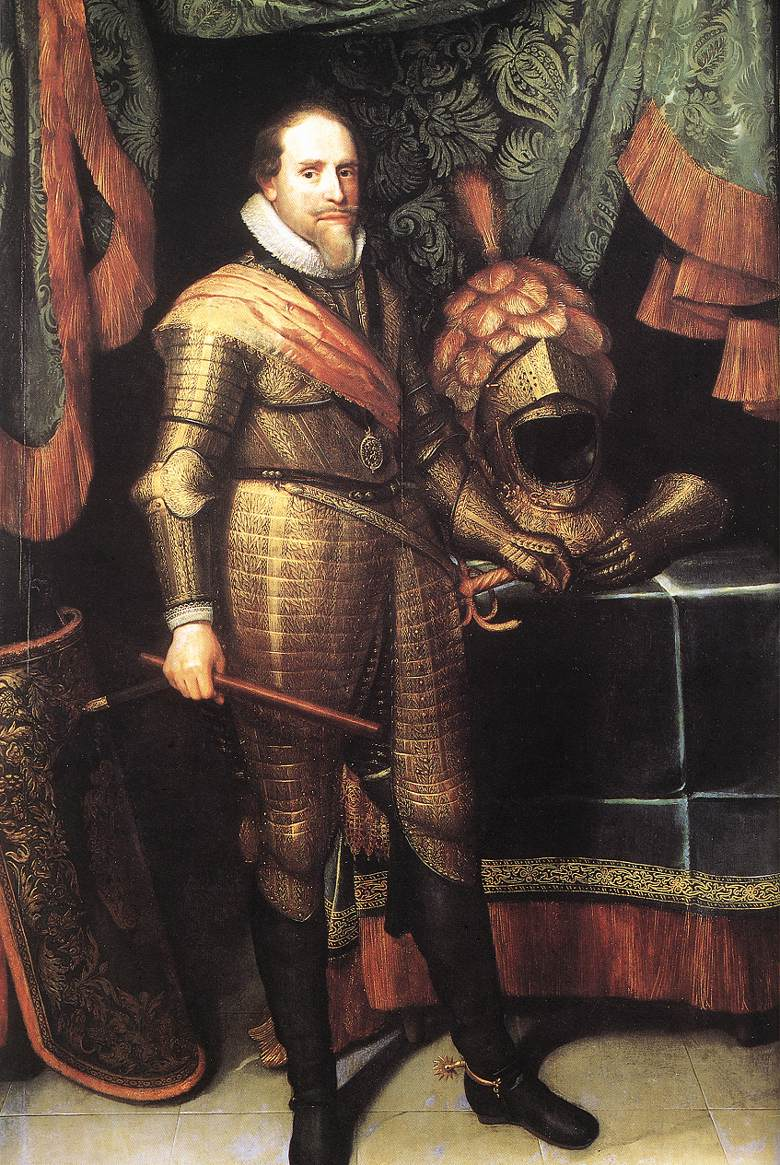
Maurizio di Nassau

Galeazzo Gualdo Priorato nacque a Vicenza il 23 luglio del 1606. Il padre lo mandò a militare da soldato di ventura nelle Fiandre; poi partecipò in Francia alla guerra contro gli ugonotti, e in Italia a quella di Mantova. Fu in Germania a lungo presso il Wallenstein. Nei quattordici anni così trascorsi fuori della patria raccolse un tesoro di esperienze politiche e militari, di cui si giovò nel dettare le sue molte storie. Egli dichiara di averle scritte da soldato e non da letterato, e di non averle abbellite con l'inventare eloquenti e ornate orazioni dei capitani, perché gli pareva che la maschera con che si traveste la favola, non convenisse alla serietà della storia.
Scrisse: Istorie delle guerre di Ferdinando II e Ferdinando III imperatori e del re Filippo IV di Spagna contro Gustavo Adolfo re di Svezia e Luigi XIII, re di Francia (Bologna 1641 e, ampliata, Venezia 1651); Vita del Vallenstein (Lione 1641); Istoria della Sacra Maestà di Cristina Alessandra regina di Svezia (Roma 1656); Scena d'uomini illustri d'Italia (Venezia 1659); Istoria di Leopoldo Cesare (Vienna 1670); Teatro del Belgio (Vienna 1673). Dall'opera Il guerriero prudente trasse alcuni dei suoi aforismi il Montecuccoli.

## Opere
- Il guerriero prudente e politico, 1640
- Historia delle guerre di Ferdinando II d'Asburgo e Ferdinando III d'Asburgo imperatori e del re Filippo IV di Spagna contro Gustavo Adolfo, re di Svezia e Luigi XIII, re di Francia, 4 voll., 1640-51[1]
- Historia della Sacra Real Maestà di Christina Alessandra Regina di Svetia, 1656
- Scena d'uomini illustri d'Italia, 1659
- Historia di Leopoldo Cesare, 3 voll., 1670-74
- Vita, et azzioni del Conte Nicolò di Zrin Bano di Croatia, 1674
- Teatro del Belgio o sia descritione delle diecisette Provincie del medesimo, 1674
- Vita, et azzioni di Raimondo Conte di Montecuccoli, 1674
- Vite, et azzioni di personaggi militari, e politici, Vienna, Michele Thurnmayer, 1674.